# I Want You Back in My Life
I Want You Back in My Life is een nummer van het Britse muziekduo Smith & Burrows uit 2021. Het is de vierde single van hun tweede studioalbum Only Smith & Burrows Is Good Enough.
Het nummer gaat, zoals de titel al doet vermoeden, over een verloren liefde. De ik-figuur bezingt hoe hij daarover nadenkt tijdens een sneeuwwandeling in april. "I Want You Back in My Life" werd enkel in Vlaanderen een klein (radio)hitje, met een 20e positie in de Vlaamse Tipparade.